# Jardin des plantes de Coutances
El jardín de las plantas de Coutances (en francés: Jardin des plantes de Coutances) es un jardín botánico de Francia, de propiedad pública localizado en la ciudad de Coutances, departamento de Manche. Está abierto al público todos los días del año gratuitamente. Visita comentada todo el año sobre RDV (renseignement à l'office de tourisme).
El jardín está inscrito en el Inventario de los «Monuments Historiques de Francia en 1992.

## Historia
El sitio del actual  'Jardin des Plantes' , había un jardín ya creado desde 1675 por Julien Rihouey en Coutances, el jardín fue adquirido por Jean-Jacques Quesnel de la Moriniere en 1823. 
El castillo de la Mare, el jardín y las tierras circundantes eran antes de la Revolución Francesa propiedad de la familia de Quettreville Poupinel. 
En 1859 heredó Quesnel de la Moriniere las posesiones, que las cedió a la ciudad de Coutances con la condición de que allí se creara un museo y jardín botánico para el beneficio del pueblo.
Fue encargado el proyecto a Adèle Sébastien Minel, oficial de ingeniería retirado y acuarelista, quién desarrolló los planes para el jardín mezclando terrazas italianas, arboledas estilo inglés, laberinto y chorros de agua. 
Un obelisco de granito fue erigido en memoria del donante Quesnel Morinière. 
El trabajo de desarrollo en tres niveles se completó en 1855; el jardín se convirtió en un precursor y un modelo de los jardines del siglo XIX, siendo contemporáneo de los primeros jardines parisinos. 
El Jardín de Coutances se ha incluido en el Inventario de Monumentos Históricos previstos en 1992. 
Después de la tormenta de 1999, algunos árboles tuvieron que ser podados o reemplazados.

## Colecciones botánicas
Actualmente el jardín es un armónico compromiso entre los jardines « à l'anglaise » y los jardines « à l'française » con caminos rectos propios de los parques franceses y parterres, junto con el césped intercalado con grupos de árboles ornamentales procedentes de América. 
Entre los árboles dignos de mención Acer pseudoplatanus var. 'Leopoldii', Corylus colurna, Cedrus atlantica, Cedrus libani, Fraxinus excelsior var. 'Pendula', Liriodendron tulipifera, Fagus sylvatica var. 'Purpurea', Magnolia grandiflora, Araucaria, Gunnera,
Si bien se mantiene fiel al pensamiento de su creador, el jardín ha crecido gracias a la intervención discreta de una cohorte de jardineros, mantenimiento y renovación, árboles raros, macizos de flores y mosaicos de flores... 
Todas estas atracciones invitan a descubrir uno de los más bellos jardines de Normandía.